# Чинарлы (Ходжавендский район)
Чинарлы (азерб. Çinarlı), до 2020 года — Венг или Ванк (азерб. Vəng) — село в административно-территориальном округе посёлка Гадрут Ходжавендского района Азербайджана.

## Топонимика
Прежнее название села — Венг, связано с расположенным здесь христианским храмом XIV—XV вв.

## География
Посёлок Гадрут и сёла Чинарлы, Дагдёшю, Эдиша, Гырмызыгая, Гочбейли, Тагасер входят в состав Гадрутского посёлкового административно-территориального округа Ходжавендского района, при этом посёлок Гадрут является центром этого посёлкового административно-территориального округа. Село расположено в горной местности.

## История

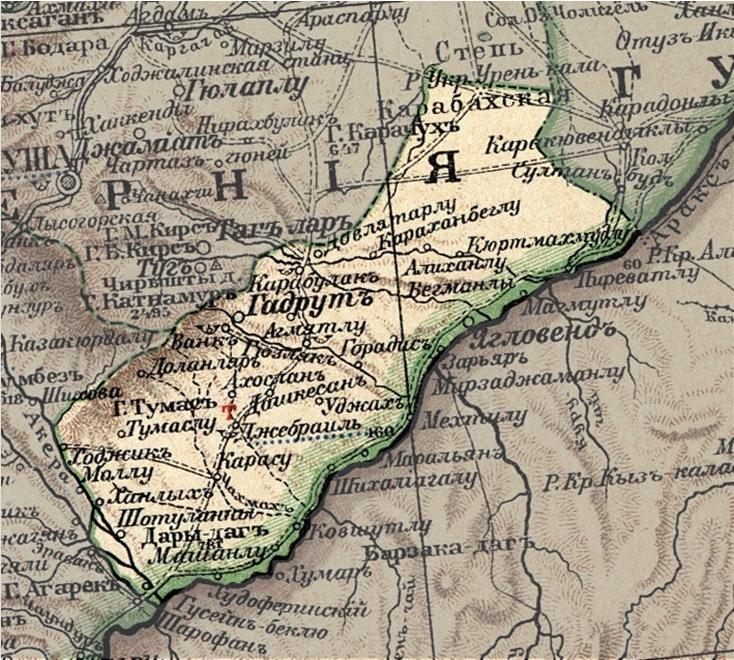
Село Ванк на карте Джебраильского уезда 1903 года

В годы Российской империи село Ванк входило в состав Джебраильского уезда Елизаветпольской губернии.
В Советские годы село по-русски называлось Ванк и входило в состав Гадрутского посёлкового Совета Гадрутского района Нагорно-карабахской автономной области (НКАО) Азербайджанской ССР. В селе были расположены средняя школа, клуб, библиотека и медицинский пункт.
2 сентября 1991 года на совместной сессии Нагорно-Карабахского областного и Шаумяновского районного Советов народных депутатов была принята Декларация о провозглашении Нагорно-Карабахской Республики в границах Нагорно-Карабахской автономной области (НКАО) и сопредельного Шаумяновского района Азербайджанской ССР.
26 ноября 1991 года Верховный Совет Азербайджанский Республики принял Закон "Об упразднении Нагорно-Карабахской автономной области Азербайджанской Республики". В этом Законе помимо упразднения Нагорно-Карабахской Автономной Области (НКАО), было постановлено в том числе также и упразднение Гадрутского района, переименование Мартунинского района в Ходжаведский, а также передача территории упразднённого Гадрутского района в состав Ходжавендского района. Таким образом, это село стало входить в состав Ходжавендского района.
В результате Карабахского конфликта, село в 1992 году было занято армянскими вооружёнными формированиями и попало под контроль непризнанной Нагорно-Карабахской Республики (НКР). Согласно административно-территориальному делению непризнанной республики, контролировавшей село с 1992 года до осени 2020 года, село называлось Ванк (арм. Վանք) и находилось в составе Гадрутского района непризнанной НКР.
20 октября 2020 года, во время Второй Карабахской войны, Президент Азербайджана Ильхам Алиев в обращении к народу Азербайджана заявил о восстановлении Вооружёнными Силами Азербайджана контроля над селом Венг, и сообщил, что отныне оно будет называться «Чинарлы». Решением Милли Меджлиса от 27 октября 2020 года было утверждено переименование села. Таким образом, в настоящее время это село Чинарлы и входит в состав Гадрутского посёлкового административно-территориального округа Ходжавендского района Азербайджана.
4 ноября 2021 года члены Албано-удинской христианской религиозной общины Азербайджана побывали в церкви в селе Чинарлы, совершили в ней  религиозный обряд. В ходе визита Председатель общины Роберт Мобили назвал церковь в селе Чинарлы древней албанской церковью.

## Население
По данным «Свода статистических данных о населении Закавказского края, извлеченных из посемейных списков 1886 года» в селе Ванк Гадрутского сельского округа Джебраильского уезда Елизаветпольской губернии был 31 дым и проживало 260 армян, 14 из них были представителями духовенства, 5 — купцами, остальные — крестьянами.
По данным «Кавказского календаря» на 1912 год в селе Ванк Карягинского уезда проживало 304 человек, в основном армян.
По состоянию на 1 января 1933 года в селе проживало 275 человек (58 хозяйств), при этом население Тагасирского сельсовета, в состав которого входило это село, практически все (99,5 %) — армяне.